# 2046 (Film)
2046 (Alternativtitel: 2046 – Der ultimative Liebesfilm) ist ein Melodram aus dem Jahr 2004 von Regisseur Wong Kar-Wai, der auch das Drehbuch schrieb und den Film produzierte. In den Hauptrollen agieren Tony Leung Chiu Wai, Gong Li, Zhang Ziyi, Faye Wong, Carina Lau und Takuya Kimura.
Der Film startete am 13. Januar 2005 in den deutschen Kinos.

## Handlung
Prolog: Die Erde wird im Jahr 2046 von einem endlosen Schienennetz umspannt. Auch gibt es dort einen mysteriösen Ort namens 2046, von dem es heißt, dass sich dort niemals etwas verändern werde. Niemand konnte das jedoch bisher bestätigen, da noch kein Mensch jemals von diesem Ort zurückgekehrt war – eine Ausnahme bildet nun ein Japaner namens Tak, der in einem Zug unterwegs ist, um 2046 wieder zu verlassen. Dieser Zug fährt dabei durch die Gebiete „12-24“ und „12-25“ (Synonyme für Weihnachten), in denen es so kalt wird, dass sich die Fahrgäste im Zug gegenseitig wärmen müssen.
Singapur im Jahr 1966: Ein Mann namens Chow bittet Su, die Liebe seines Lebens, darum, ihn nach Hongkong zu begleiten, wird jedoch von ihr zurückgewiesen. Als Chow Ende des Jahres in Hongkong ankommt, brechen kurz darauf die Aufstände gegen die britische Kolonialmacht aus. In Hongkong wohnt Chow in einem Hotel und schreibt Kolumnen für eine Zeitung. Weihnachten 1966 trifft er auf Lulu, die er in Singapur als Tänzerin kennengelernt hat, jedoch erklärt sie ihm, dass sie sich nicht mehr an ihn erinnere. Er bringt die inzwischen betrunkene Lulu auf ihr Hotelzimmer. Als er es verlässt, bemerkt er die Zimmernummer 2046. Zwei Tage später kehrt er zurück, um Lulu ihren Zimmerschlüssel zurückzugeben, den er eingesteckt hatte. Der Vermieter Wang Sum erklärt, dass es nur eine Mimi gegeben habe und diese inzwischen nicht mehr hier wohne. Chow möchte das Zimmer mieten, doch erklärt man ihm, dass 2046 noch renoviert werden müsse, er könne aber solange das gegenüberliegende Zimmer 2047 beziehen. Später erfährt er, dass Lulu in der Nacht zuvor von ihrem eifersüchtigen Freund erstochen wurde.
Als Zimmer 2046 fertig ist, hat sich Chow bereits an Zimmer 2047 gewöhnt und bleibt dort. Aus Zimmer 2046 hört er öfters die Stimme einer Frau. Dabei handelt es sich um Jing-Wen, die ältere Tochter des Vermieters, die einen Japaner als Freund hat, was ihr Vater allerdings nicht akzeptieren will. Die jüngere Tochter des Vermieters ist die frühreife Jie-Wen, die sich Chow aufdrängt, aber von ihm abgewiesen wird. Am 22. Mai wird in Hongkong eine Ausgangssperre verhängt. Chow beginnt einen Roman mit dem Titel 2046 zu schreiben, in dem es um Liebe geht und um Personen, die alles riskieren, um zu dem Ort 2046 zu gelangen. Als im September die Aufstände beendet sind, scheint in Hongkong wieder Normalität einzukehren.
In Zimmer 2046 wohnt inzwischen eine neue Bewohnerin, die Cabaret-Tänzerin Bai Ling, die Chow am 24. Dezember 1967 zum Essen einlädt. Beide beginnen eine Affäre; er gibt ihr jedoch nach jedem Treffen Geld. Chow trifft sich auch weiterhin mit anderen Frauen, was Bai Ling eifersüchtig macht. Sie will eine eindeutige Beziehung, was er jedoch ablehnt, woraufhin sie sich trennen.
Nach der Abreise ihres japanischen Freundes und einem Aufenthalt im Krankenhaus ist die Tochter des Vermieters Jing-Wen wieder zurück im Hotel. Sie zeigt Chow ihre selbstgeschriebenen Texte. Chow ist von ihrer Arbeit begeistert und macht sie zu seiner Assistentin. Gemeinsam schreiben sie Kung-Fu-Geschichten für Zeitungen. Chow beginnt für sie einen Roman zu schreiben, worin der Japaner Tak sein Alter Ego ist. Er erklärt, dass er den Roman für sie 2047 nennen werde. Am 24. Dezember 1968 lädt er Jing-Wen zum Essen ein und ermöglicht ihr ein Telefonat mit ihrem Freund in Japan. Chow erkennt, dass er und Jing-Wen Seelenverwandte sind, jedoch bleibt seine Sehnsucht nach ihr unerfüllt, da sie ihr Herz bereits an ihren japanischen Freund verloren hat. Chow gibt Jing-Wen ein Exemplar seines fertiggestellten Romans 2047. Nur wenig später muss er zur Kenntnis nehmen, dass Jing-Wen ihren Freund in Japan heiraten wird. Von ihrem Vater erfährt er, dass ihr sein Roman sehr gefallen habe, jedoch habe sie das Ende als zu traurig empfunden und lasse anfragen, ob er dies ändern könne. Chow erklärt, er werde es versuchen. Er bleibt jedoch regungslos über dem Roman sitzen. Es ist ihm unmöglich, etwas daran zu ändern.
18 Monate später wird Chow von Bai Ling angerufen und sie treffen sich. Weihnachten 1969 fährt er nach Singapur und sucht seine Liebe Su im Spielcasino, die dort als professionelle Spielerin unter dem Namen „Schwarze Spinne“ bekannt war. Da Su nicht mehr im Spielcasino auftaucht, vermutet man, dass sie in ihre Heimat Phnom Penh zurückgekehrt ist. Er erinnert sich, wie er in Singapur die Spielerin Su Li-Zhen traf, die denselben Namen hatte, wie jene Frau, wegen der er davor Hongkong verlassen und mit der er sich früher in einem Hotelzimmer mit der Nummer 2046 getroffen hatte.

## Produktion

### Hintergrundnotizen
| Figur                          | Darsteller                           | Deutscher Sprecher |
| ------------------------------ | ------------------------------------ | ------------------ |
| Chow Mo-Wan                    | Tony Leung Chiu Wai                  | Marcus Off         |
| Su Li-Zhen                     | Gong Li                              | Claudia Lössl      |
| Bai Ling                       | Zhang Ziyi                           | Christine Stichler |
| Wang Jing-Wen / Android im Zug | Faye Wong                            | Stephanie Kellner  |
| Lulu / Mimi / Android im Zug   | Carina Lau                           | Anke Korte         |
| Tak / Wang (Jing-Wens Freund)  | Takuya Kimura                        | Manou Lubowski     |
| Mimis Freund                   | Chang Chen                           | N. N.              |
| Herr Wang / Zugführer          | Wang Sum                             | Mogens von Gadow   |
| Ah Ping                        | Ping Lam Siu                         | Claus Brockmeyer   |
| Su Li-Zhen 1962                | Maggie Cheung                        | N. N.              |
| Bird                           | Thongchai McIntyre                   | N. N.              |
| Wang Jie-Wen                   | Jie Dong                             | Yeshi Cetinbas     |
| Partygirls                     | Farini Cheung, Sien Cheung, Wah Hong | N. N.              |
| Robotergirl                    | Xinyu Jiang                          | N. N.              |
| Bruder Hoi                     | To-Hoi Kong                          | N. N.              |
| Hostess                        | Alice Lee                            | N. N.              |

Der Film knüpft, auch wenn er keine direkte Fortsetzung darstellt, von der Handlung her stark an Wong Kar-Wais vorangegangenen Film In the Mood for Love an, aus dem auch Szenen im Film 2046 verwendet werden. Er bezieht sich zudem auf Motive seines Films Days of Being Wild.
Im Film ist eine Hommage an den 2003 gestorbenen Schauspieler Leslie Cheung enthalten, der mit einem Sprung aus dem 24. Stock des Mandarin Oriental-Hotels Suizid beging. Im Film 2046 kommt ein Hotel mit dem Namen „Oriental Hotel“ vor, außerdem wird in zwei aus dem Off gesprochenen Sätzen Bezug zu Cheung genommen: „Einst hatte sie einen philippinischen Liebhaber, aber er starb. Er war wie ein Vogel ohne Flügel.“ Dies bezieht sich auf den Film Days of Being Wild, in dem der Halb-Philippiner Cheung einen ebensolchen Liebhaber spielt.
Die Dreharbeiten fanden in Macau und China statt. Im Originalton sprechen die Figuren in unterschiedlichen Sprachen. So spricht Chow Mo-Wan Kantonesisch, Bai Ling Mandarin und Jing-Wens Freund und Tak sprechen Japanisch. Produktionsfirmen waren Jet Tone Production, Shanghai Film Group und Orly Films. Die Synchronfirma Film- & Fernsehen Synchron GmbH, München, war für die deutsche Synchronisation zuständig. Dialogbuch und Dialogregie lag bei Beate Klöckner.

### Soundtrack
- 2046 Main Theme von Shigeru Umebayashi (auch in einer Rumba-Version sowie mit Schlagzeug in einer Train-Remix-Version)
- Siboney von Ernesto Lecuona und Theodore Morse. Vortrag: Connie Francis sowie
  - in einer Instrumentalversion gespielt von Xavier Cugat and His Waldorf-Astoria-Orchestra
- Sway von Pablo Beltrán Ruiz (Musik) und Norman Gimbel (Text). Vortrag: Dean Martin
- The Christmas Song (schnelle Version) von Mel Tormé und Robert Wells, arrangiert von Shigeru Umebayashi
  - sowie Vortrag: Nat King Cole und The King Cole Trio
- Julien et Barbara aus Vivement dimanche! (1983) von Georges Delerue
- Polonaise, Komposition und Arrangement: Shigeru Umebayashi
- Casta diva aus der Oper Norma von Vincenzo Bellini (erklingt wiederholt)
  - Vortrag Angela Gheorghiu zusammen mit dem Symphony Orchestra, Leitung Evelino Pidò
- Perfidia von Alberto Domínguez. Vortrag: Xavier Cugat und das Waldorf-Astoria-Orchestra
- Lost, Komposition und Arrangement: Shigeru Umebayashi
- Decision (Auszug aus Tu Ne Tueras Point-Live) von Zbigniew Preisner
- Adagio. Vortrag: Secret Garden zusammen mit David Agnew (Englischhorn und Oboe)
- Oh! s’io potessi dissipar le nubi… Col sorriso l’innocenza aus der Oper Il pirata von Vincenzo Bellini
  - Vortrag: Maria Callas und Monica Sinclair zusammen mit dem Philharmonic Orchestra und Chor, Leitung: Nicola Rescigno
- Dark Chariot und Sisyphos At Work, komponiert von Peer Raben
- Long Journey von Shigeru Umebayashi
- Interlude I & II von Shigeru Umebayashi

### Veröffentlichung
Regisseur Wong Kar-Wai arbeitete über einen Zeitraum von fünf Jahren an dem Projekt. Unmittelbar vor der Premiere in Cannes hatte er den Film noch einmal umgeschnitten, sodass die Premiere umgeplant werden musste und der Film nur wenige Stunden davor in Cannes angeliefert wurde. Die Erstaufführung des Films fand am 20. Mai 2004 im Rahmen des Wettbewerbs der Filmfestspiele von Cannes statt. Kinostart in Hongkong war am 29. September 2004. Im Jahr 2004 hatte der Film zudem in folgenden Ländern Premiere: Malaysia, Taiwan, Südkorea (Eröffnungsfilm beim Busan International Film Festival und im Land allgemein), Singapur, Frankreich, Japan (allgemein und auf dem Tokio International Film Festival), Spanien ( Valladolid International Film Festival und allgemein), Portugal, im Vereinigten Königreich (BFI London Film Festival), in Italien, Norwegen, Griechenland (allgemein und Thessaloniki International Film Festival), auf den Philippinen (Manila), in Belgien und Schweden; im Jahr darauf im Vereinigten Königreich, in Irland, Thailand (Bangkok International Film Festival und allgemein), in Estland, in den Niederlanden (Internationales Film Festival Rotterdam), in der Schweiz (Deutsch sprechende Region), in den Niederlanden, in Serbien (Belgrad Film Festival), in Australien (Adelaide Film Festival und in limitierter Version allgemein), in Kasachstan, in Bulgarien (Sofia Film Festival), in Polen, Tschechien (Febio Film Festival und allgemein), in der Türkei (Istanbul Film Festival), in Ungarn, in den USA (Tribeca Film Festival, Seattle International Film Festival, Los Angeles Film Festival und limitiert allgemein), in Dänemark, in Argentinien, in Israel, Kanada, Indien (DVD-Premiere), Brasilien (Rio de Janeiro International Film Festival und allgemein), Japan (Hongkong Film Festival in Tokio) und in Uruguay. 2006 wurde der Film in der Slowakei und in Mexiko (Festival Internacional de Cine Contemporáneo de la Ciudad de México) veröffentlicht; 2010 in Griechenland (Greek Film Archive), 2013 in Portugal (Lisbon & Estoril Film Festival), 2016 in Hongkong (Hongkong International Film Festival), 2020 in Thailand in einer restaurierten Version, Dezember 2020 in den USA (Film at Lincoln Center, restaurierte Version), in Spanien (Barcelona, Madrid), Portugal (abermals restaurierte Version), im Januar 2021 in einer limitierten und abermals restaurierten Version in Spanien, in Australien (Australian Centre for the Moving Image, restaurierte Version, Sidney Film Festival), Februar 2021 in limitierter und restaurierter Version in Spanien, im Vereinigten Königreich (ICA, London, 4K restauriert), im März 2021 in Portugal (Rip 1, restaurierte Version), in Singapur (restaurierte Version beim Asian Film Archive), im April 2021 in Hongkong (restaurierte Version beim Hongkong International Film Festival), im Juli in Ägypten (DVD-Premiere), 23. Juli 2021 in den USA in limitierter Version im IFC Center, November 2021 in Polen (Five Flavours Asian Film Festival), Oktober 2022 in Südkorea (Busan International Film Festival). Veröffentlicht wurde der Film zudem in Finnland, Indonesien, Russland, Südafrika, in der Ukraine und in Vietnam.
In Deutschland wurde der Film am 13. Januar 2005 unter dem Titel 2046 – Der ultimative Liebesfilm veröffentlicht, in Österreich am 11. März 2005. Am 14. Juli 2005 gab Paramount (Universal Pictures) den Film mit einer deutschen Tonspur auf DVD/Blu-ray heraus.

### Produktionskosten, Erfolg
Die Produktionskosten wurden auf 12 Millionen US-Dollar geschätzt. Der Film spielte in den Kinos weltweit über 20 Millionen US-Dollar ein.

### Titel 2046
Die Zahl „2046“ hat mehrere Bedeutungen im Film, sie bezieht sich auf:
- den Titel des Science-Fiction-Romans, der von Chow geschrieben wird
- den Namen des fiktiven Orts aus diesem Roman
- die Nummer des Zimmers im „Oriental Hotel“ in Hongkong, in dem Lulu und später Bai Ling wohnen. Daneben nimmt sich Chow im vorangegangenen Film In the Mood for Love ein Zimmer mit Su Li-Zhen (einer anderen als in diesem Film) mit der identischen Zimmernummer.[8] Da die Dreharbeiten zu beiden Filmen sich teilweise überlagerten, entschied sich Regisseur Kar-Wai spontan dazu, dem Zimmer aus In the Mood for Love die Nummer des anderen Filmtitels zu geben. Bei den beiden ursprünglich als unabhängige Projekte geplanten Filmen bildeten sich schließlich Verbindungen heraus, sodass Kar-Wai die beiden Filme als „zwei Kapitel eines Buches“ bezeichnete.[9]
- das Jahr, in dem Hongkong seinen Sonderstatus innerhalb der Volksrepublik China verliert. Die chinesische Regierung sicherte zum Jahreswechsel 1996/97 zu, dass sich in den nächsten 50 Jahren am Status nichts ändern würde. 2046 wäre somit das letzte Jahr, in dem diese Zusicherung noch Gültigkeit hat.[9]

## Rezeption

### Kritik
Gerhard Midding von Der Freitag lobte: „Wiederum verfügt der Regisseur virtuos über das Vokabular des Kinos, entlockt der Kamera eine hypnotische Beweglichkeit und ordnet die Bilder in einer sanften, traumverlorenen Montage. Tony Leung und seine Gefährtinnen scheinen durch den Film zu schweben. Dass 2046 beinahe noch rigoroser kadriert scheint, verdankt sich nicht zuletzt dem Cinemascope-Format. Es verstärkt die plastische Wirkung der Fragmentierung, der Wong die Gesichter und Körper unterwirft. Diese Konzentration und Aussparung verleiht den Kompositionen eine einzigartige melodramatische Präzision.“
Katja Nicodemus befasste sich für Die Zeit mit dem Film und meinte, Wong Kar-wais neuer Film sei „zweifellos sein bisher sentimentalster“ und führte weiter aus: „Und doch zelebriert er den nostalgischen Blick zurück auf eine derart kompromisslose, leidenschaftliche Weise, dass man noch lange nach dem Kinobesuch eine gewisse Verachtung für all die albernen, glücklich funktionierenden Lieben der Gegenwart empfindet.“
In der Tageszeitung zeigte sich Cristina Nord beeindruckt von dem Film. Zusammenfassend meinte sie: „Die einzelnen Erzählstränge reißen ab, spiegeln und verlängern sich in den Science-Fiction-Sequenzen, später tauchen sie unvermittelt wieder auf. […] Dieses Kino schert sich nicht um Realismus und Plausibilität, es erschafft Formen und Bilder für die Nichtidentität. Hierin erreicht Wong eine Virtuosität, die ihresgleichen sucht.“
Der Kritiker Roger Ebert befasste sich auf seiner Seite mit dem Film und stellte fest, dass es in einem Wong Kar Wai-Film immer zu früh oder zu spät für die Liebe sei und seine Charaktere ihre Tage in Sehnsucht und Reue verbringen würden. Der Titel des Films laute nicht zufällig 2046, das sei das von China festgelegte Datum für das Ende der Quasi-Unabhängigkeit Hongkongs vom Festland. Auch spekulative Überlegungen über den Vorgängerfilm In the Mood for Love würden wahrscheinlich nicht helfen, den Film zu verstehen, der hauptsächlich im visuellen Stil gehalten sei, in dem einem schöne Gesichter aufgezwungen werden würden analog Josef von Sternbergs Besessenheit von Marlene Dietrich. Wie von Sternberg filme Wong Kar-Wai seine Darsteller meist in Nahaufnahme und der Halbtotalen mit barocken Architekturdetails im Hintergrund. Da der Film von Wong Kar-Wai sei, sei er visuell umwerfend. Er verwende drei Kameraleute, aber einen Stil, der versuche mehr Stimmung als Bedeutung hervorzurufen. Der Film selbst sei wie ein Skizzenbuch.
Welf Lindner von critic.de meinte ebenfalls, der neue Film des Kultregisseurs Wong Kar-Wai sei „ein hoch stilisiertes Meisterwerk über die Neurosen der Liebe, das filmästhetisch radikal, wie subtil die Innenwelt seiner Hauptfigur“ erforsche. Dabei zeichne er „ein düsteres Bild der Vereinsamung des modernen Menschen und reflektier[e] gleichzeitig die politisch-kulturelle Situation Hongkongs“. Der vom „französischen Existentialismus beeinflusste Wong interpretier[e] Liebe als Sisyphusarbeit“. Immer wieder gingen „die Figuren Beziehungen ein, nur um jedes Mal auf tragische Weise zu scheitern und das Spiel erneut von vorn beginnen zu lassen“. Selten habe es „eine filmische Inszenierung“ gegeben, „die so konsequent das Äußere, die reale Umwelt der Figuren, ausklammer[e] und eine Bewegung nach Innen vollzieh[e]“. Mit „in jedem Moment stilsicherer Hand zeichne Wong in diesem meisterhaften Diptychon, wie im Rest seines Oeuvres, das düstere Bild des Menschen der modernen Gesellschaft, der als Individuum zunehmend vereinsam[e]“.
Kimberley Jones schrieb im Austin Chronicle, diese historische Romanze des Hongkonger Autors Wong Kar-Wai sei gleichzeitig ungeheuer dicht und hauchdünn und so etwas wie ein sinnlicher Clusterfuck: ein Aufruhr aus Bild und Ton, der, so verwirrend er auch sein möge, eine unwiderstehliche, elementare Anziehungskraft habe. Zu sehen sei eine Hitparade der umwerfendsten Schauspielerinnen Asiens. Wongs Kritiker, diejenigen, die argumentieren würden, dass er nur Stil und keine Substanz habe, könnten schlecht weinen, für sie sei alles Schall und Rauch. Sie (Jones) würde aber dafür plädieren, dass nichts substanzieller sein könne als ein zerstörtes Herz und dessen Bemühungen um Heilung.
Viola Wich rezensierte den Film für Filmreporter.de und war ähnlicher Meinung wie die meisten Kritiker. Sie führte aus, einzelne Szenen tauchten bei Wong Kar-wai in „leicht abgewandelter Form immer wieder auf“. Auch setze er „bestimmte Songs und Instrumentalsolos, asiatischer wie auch westlicher Herkunft wiederholt, zum Teil verfremdet, ein.“ Seine „Erzählstränge“ seien teilweise „so verzweigt wie ein Labyrinth“, aber wenn sie sich zusammenfügten, entstehe „ein gelungenes, wenn auch etwas inhaltsleeres Gesamtbild.“
Julia Teichmanns Rezension für artechock stellte auf dieselben Dinge ab wie die meisten Kritiker, auch sie lobte „die phantastischen Bilder der wunderschönen Frauen, der Geschichten von Städten und Menschen, die sich lieben, verletzt und verlassen werden. Ein Gesamtkunstwerk oder besser: eine Gesamtkomposition. Denn der Film tanzt, die Bilder tanzen.“ Ebenso wie Filmstruktur und -inhalt seien „auch Bildästhetik und Montage von einer musikalischen Logik, der Logik des Tanzes bestimmt: Langsamkeit und Geschwindigkeit, wie immer in Wong Kar Wais Filmen bedeutsame Antipoden, g[ä]ben den Rhythmus vor“. Von „atemberaubender Ästhetik“ seien „die Zukunftsbilder: Und zwar gerade deshalb, weil sie, wie in Blade Runner, eine zeitlose, schwebende Tristesse erzeugen“ würden. Zusammenfassend: „2046 ist auch eine Synthese: Der Bildertaumel und rastlose Erzählstil aus Chungking Express und Fallen Angels kombiniert mit der konzeptuellen, melodramatischen Reduktion von In the Mood for Love ergeben einen Film, der Wong Kar Wais Meisterschaft bündelt.“
Auch die Redaktion des Lexikons des internationalen Films zollte dem Film Respekt und Bewunderung und stellte fest: „Eine berauschende Eloge auf die Kraft sehnsüchtiger Liebe, die mit assoziativen Bildkaskaden, Dialog- und Gedankenfetzen und einer wehmütigen Musik einen melancholischen Erzählteppich webt, dessen fragmentarische Geschichten um Verlust und Trauer kreisen. Die meisterhafte Filmpassage durch Raum und Zeit grenzt ans Unbewusste.“

### Auszeichnungen
Neben zahlreichen Nominierungen für Preise, konnte der Film folgende Auszeichnungen erringen:
European Film Awards 2004
- Europäischen Filmpreis 2004 in der Kategorie „Bester nicht-europäischer Film“

Golden Horse Film Festival 2004
- Gewinner des Golden Horse Award
  - William Chang Suk Ping und Alfred Yau in der Kategorie „Beste kunstvolle Ausstattung“
  - Shigeru Umebayashi und Peer Raben in der Kategorie „Beste Originalmusik“

Tallinn Black Nights Film Festival 2004
- Gewinner des Jury-Preises Tony Leung Chiu Wai in der Kategorie „Bester Schauspieler“
- Gewinner des Spezial-Jury-Preises Christopher Doyle in der Kategorie „Beste Kamera“

Valladolid International Film Festival 2004
- Gewinner Christopher Doyle, Kwan Pun-Leung und Lai Yiu-Fai in der Kategorie „Beste Kamera“
- Gewinner des FIPRESCI-Preises Wong Kar-Wai in der Kategorie „Bester Film“

Asian Film Critics Association Awards 2005
- Gewinner des NETPAC-Awards
  - Wong Kar Wai in der Kategorie „Beste Regie“ und „Bestes Szenenbild“
  - Zhang Ziyi in der Kategorie „Beste Schauspielerin“
  - Tony Leung Chiu Wai in der Kategorie „Bester Schauspieler“

Golden Bauhinia Awards 2005
- Gewinner des Golden Bauhinia
  - Tony Leung Chiu Wai in der Kategorie „Bester Schauspieler“
  - Christopher Doyle in der Kategorie „Beste Kamera“

Hong Kong Film Awards 2005
- Gewinner des Hong Kong Film Awards
  - Tony Leung Chiu Wai in der Kategorie „Bester Schauspieler“
  - Zhang Ziyi in der Kategorie „Beste Schauspielerin“
  - Christopher Doyle, Kwan Pun-Leung und Lai Yiu-Fai in der Kategorie „Beste Kamera“
  - William Chang Suk Ping und Alfred Yau in der Kategorie „Beste künstlerische Ausführung“
  - William Chang Suk Ping in der Kategorie „Beste Kostüme“ und „Bestes Make-up“
  - Peer Raben und Shigeru Umebayashi in der Kategorie „Beste Originalfilmmusik“

Hong Kong Film Critics Society Awards 2005
- Gewinner des HKFCS Award in der Rubrik „Verdienstvoller Film“
  - Tony Leung Chiu Wai in der Kategorie „Bester Schauspieler“
  - Zhang Ziyi in der Kategorie „Beste Schauspielerin“

Italian Online Movie Awards (IOMA) 2005
- Gewinner des IOMA-Awards
  - Shigeru Umebayashi in der Kategorie „Beste Originalpartitur“ (Miglior colonna sonora originale)

Los Angeles Film Critics Association Awards 2005
- Gewinner des LAFCA Awards William Chang Suk Ping in der Kategorie „Bestes Produktionsdesign“

Mainichi Film Concours 2005
- Gewinner des Readers’ Choice Awards Wong Kar-Wai in der Kategorie „Bester ausländischer Film“

National Board of Review, USA 2005
- Gewinner des NBR Awards in der Kategorie „Bester ausländischer Film“

New York Film Critics Circle Awards 2005
- Gewinner des NYFCC Awards
  - Christopher Doyle, Kwan Pun-Leung und Lai Yiu-Fai in der Kategorie „Beste Kamera“
  - und in der Kategorie „Bester fremdsprachiger Film“ (China/Frankreich/Deutschland/Hongkong)

Sant Jordi Awards 2005
- Gewinner des Sant Jordi Wong Kar-Wai in der Kategorie „Bester ausländischer Film“ (Mejor Película Extranjera)

Village Voice Film Poll 2005
- Gewinner des VVFP Awards Christopher Doyle, Kwan Pun-Leung und Lai Yiu-Fai in der Kategorie „Beste Kamera“

Chlotrudis Awards 2006
- Gewinner des Chlotrudis Award in der Kategorie „Bestes visuelles Design“

Gold Derby Awards 2006
- Gewinner des Gold Derby Film Awards in der Kategorie „Bester fremdsprachiger Film aus China und Hongkong“

International Cinephile Society Awards 2006
- Gewinner des ICS Awards in der Rubrik „Bester nicht englischsprachiger Film“
  - Christopher Doyle, Kwan Pun-Leung und Lai Yiu-Fai in der Kategorie „Beste Kamera“
  - William Chang Suk Ping in der Kategorie „Beste künstlerische Ausführung“

International Online Cinema Awards (INOCA) 2006
- Gewinner des INOCA
  - Wong Kar-Wai in der Rubrik „Bester nicht englischsprachiger Film“
  - Christopher Doyle, Kwan Pun-Leung und Lai Yiu-Fai in der Kategorie „Beste Kamera“

National Society of Film Critics Awards, USA 2006
- Gewinner des NSFC Awards Christopher Doyle, Kwan Pun-Leung und Lai Yiu-Fai in der Kategorie „Beste Kamera“